# Baulkham Hills, New South Wales
Baulkham Hills este o suburbie în Sydney, Australia.